# Laires
Pour l’article ayant un titre homophone, voir Laire.
Laires est une commune française située dans le département du Pas-de-Calais en région Hauts-de-France. Ses habitants sont appelés les Lairois.
La commune fait partie de la communauté d'agglomération du Pays de Saint-Omer qui regroupe 53 communes et compte 104 937 habitants en 2021.

## Géographie

### Localisation
Localisée dans le centre-est du département du Pas-de-Calais, Laires est une commune située, à vol d'oiseau, à 8 km à l'est de la commune de Fruges, à 16 km à l'ouest de la commune de Lillers et à 23 km au sud de la commune de Saint-Omer (chef-lieu d'arrondissement).
Le territoire de la commune est limitrophe de ceux de six communes.
Les communes limitrophes sont Fléchin, Beaumetz-lès-Aire, Bomy, Febvin-Palfart, Lisbourg et Prédefin.

### Géologie et relief
La superficie de la commune est de 8,64 km2 ; son altitude varie de 140  à   190 m.

### Hydrographie
Le territoire de la commune est situé dans le bassin Artois-Picardie.
C'est dans la commune que le Bomy 1, cours d'eau de 2,27 km, prend sa source et se jette dans la Laquette au niveau de la commune de Bomy.

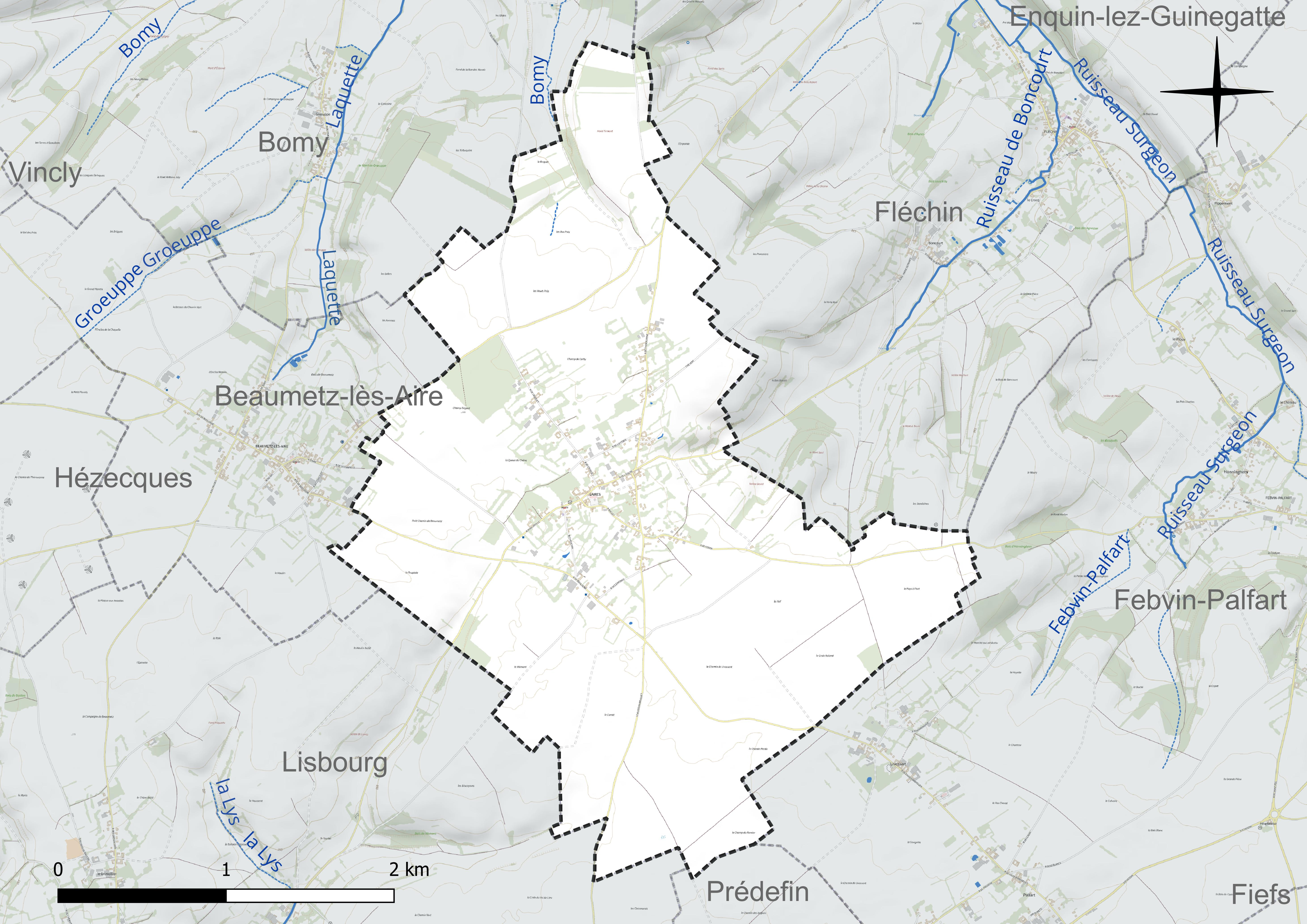
Réseau hydrographique de Laires.

### Climat
Pour des articles plus généraux, voir Climat des Hauts-de-France et Climat du Pas-de-Calais.
En 2010, le climat de la commune est de type climat océanique altéré, selon une étude du CNRS s'appuyant sur une série de données couvrant la période 1971-2000. En 2020, Météo-France publie une typologie des climats de la France métropolitaine dans laquelle la commune est exposée à un climat océanique et est dans la région climatique Côtes de la Manche orientale, caractérisée par un faible ensoleillement (1 550 h/an) ; forte humidité de l’air (plus de 20 h/jour avec humidité relative > 80 % en hiver), vents forts fréquents.
Pour la période 1971-2000, la température annuelle moyenne est de 9,8 °C, avec une amplitude thermique annuelle de 13,6 °C. Le cumul annuel moyen de précipitations est de 967 mm, avec 12,8 jours de précipitations en janvier et 9,4 jours en juillet. Pour la période 1991-2020, la température moyenne annuelle observée sur la station météorologique la plus proche, située sur la commune de Fiefs à 6 km à vol d'oiseau, est de 10,4 °C et le cumul annuel moyen de précipitations est de 1 070,6 mm,. Pour l'avenir, les paramètres climatiques de la commune estimés pour 2050 selon différents scénarios d'émission de gaz à effet de serre sont consultables sur un site dédié publié par Météo-France en novembre 2022.

### Paysages
Pour un article plus général, voir Paysage en France.
La commune s'inscrit dans les « paysages des hauts plateaux artésiens » tels qu’ils sont définis dans l’atlas de paysages de la région Nord-Pas-de-Calais, conçu par la direction régionale de l'Environnement, de l'Aménagement et du Logement (DREAL),.
Ces paysages, qui concernent 77 communes du Pas-de-Calais, se situent à l'extrémité ouest des collines de l'Artois qui traversent le Pas-de-Calais d'Arras au Boulonnais. L'altitude de ces paysages dépassent les 180 mètres. Ces dimensions sont modestes, d'une quinzaine de kilomètres du sud-est au nord-ouest et d'une vingtaine de kilomètres dans sa dimension la plus grande.
Ces « paysages des hauts plateaux artésiens », appelés aussi « Haut Artois », se caractérisent par trois ensembles écopaysagers : 
- l'ensemble mésophile ouvert du plateau artésien calcaire ;
- l'ensemble alluvial des fonds de vallée de la Lys et de l'Aa ;
- l'ensemble calcicole des versants calcaires des vallées[12].

Le « Haut Artois » dispose d'une importante densité de corridors biologiques bien interconnectés.
Dans le « Haut Artois », pas de villes, c'est une des rares terres rurales de la région, les communes les plus importantes sont, du nord au sud, Lumbres, Fauquembergues et Fruges. Le « Haut Artois », drainé par l'Aa et la Lys, constitue le sommet de l'anticlinal artésien, paysage ventée, froid et aux précipitations importantes qui en font le château d'eau régional.
Leș cultures représentent environ 60 % des sols, les prairies entre 26 et 27 %, les bois de 5 à 8 % et les villages et bourgs de 5 à 8 %, l'industrie y est peu présente.

### Milieux naturels et biodiversité

#### Espèces faunistiques et floristiques
L’Inventaire national du patrimoine naturel (INPN) recense plusieurs espèces faunistiques et floristiques sur le territoire de la commune dont certaines sont protégées et d’autres menacées et quasi-menacées.

## Urbanisme

### Typologie
Au 1er janvier 2024, Laires est catégorisée commune rurale à habitat dispersé, selon la nouvelle grille communale de densité à sept niveaux définie par l'Insee en 2022.
Elle est située hors unité urbaine et hors attraction des villes,.

### Occupation des sols
L'occupation des sols de la commune, telle qu'elle ressort de la base de données européenne d’occupation biophysique des sols Corine Land Cover (CLC), est marquée par l'importance des territoires agricoles (92,8 % en 2018), en diminution par rapport à 1990 (94 %). La répartition détaillée en 2018 est la suivante : terres arables (66,6 %), prairies (26,2 %), zones urbanisées (7,2 %). L'évolution de l’occupation des sols de la commune et de ses infrastructures peut être observée sur les différentes représentations cartographiques du territoire : la carte de Cassini (XVIIIe siècle), la carte d'état-major (1820-1866) et les cartes ou photos aériennes de l'IGN pour la période actuelle (1950 à aujourd'hui).

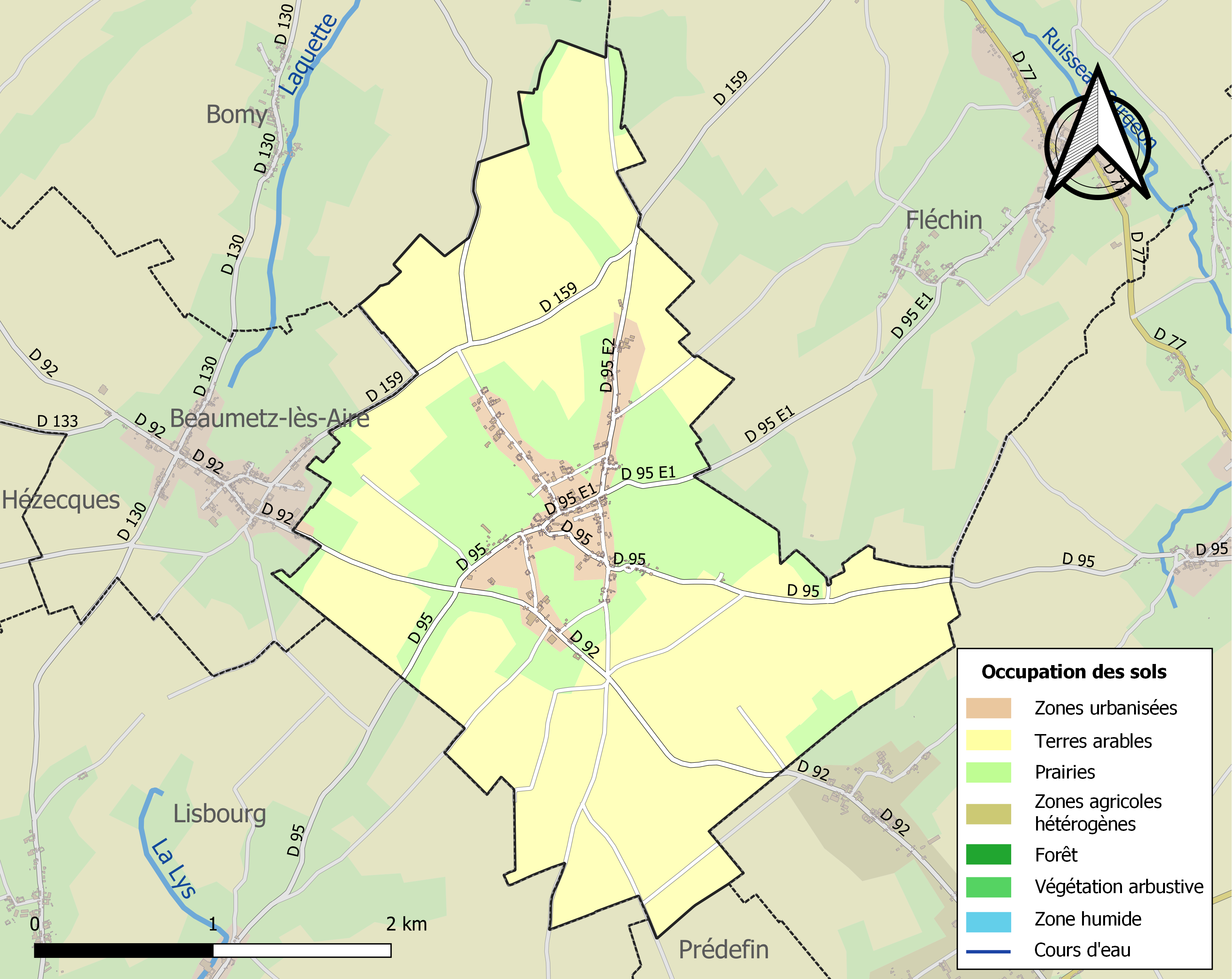
Carte des infrastructures et de l'occupation des sols de la commune en 2018 (CLC).

## Toponymie
Le nom de la localité est attesté sous les formes Laræ en 1148 ; Lares en 1174 ; Laires en 1337 ; Layres en 1528 ; Laires en 1793 puis 1801.
Ernest Nègre voit dans le nom de Laires le pluriel du germanique lari « espace inculte, terre en friche ».
La commune porte le nom de Laare en picard et Laren en flamand.

## Histoire
En 1115, le comte Baudouin VII de Flandre fait donation à l'abbaye Saint-Sauveur de Ham de la seigneurie de Saint-Martin à Laires. En mai 1271, Gui de Dampierre augmente la donation ci-dessus. En janvier 1478, une bande de la garnison de Renescure terrorise les alentours de Laires et au lieu d'aider les habitants à combattre les ennemis français, pillent le village. En 1537, le territoire est complètement dévasté. En 1542 et 1543, le village est pillé plusieurs fois et les Français brûlèrent quatorze maisons.

## Politique et administration

### Découpage territorial
La commune se trouve dans l'arrondissement de Saint-Omer du département du Pas-de-Calais.

#### Commune et intercommunalités
La commune est membre de la communauté d'agglomération du Pays de Saint-Omer.

#### Circonscriptions administratives
La commune est rattachée au canton de Fruges.

#### Circonscriptions électorales
Pour l'élection des députés, la commune fait partie de la sixième circonscription du Pas-de-Calais.

### Élections municipales et communautaires

#### Liste des maires
| Période                                  | Période                    | Identité           | Étiquette | Qualité                                            |
| ---------------------------------------- | -------------------------- | ------------------ | --------- | -------------------------------------------------- |
| Les données manquantes sont à compléter. |                            |                    |           |                                                    |
| 1789                                     | 1792                       | Pierre Dubocquet   |           |                                                    |
| 1792                                     | 1800                       | Ferdinand Bouquet  |           |                                                    |
| 1800                                     | 1830                       | Alexis Delvalle    |           |                                                    |
| 1830                                     | 1831                       | François Pruvost   |           |                                                    |
| 1831                                     | 1852                       | Liévin Dussaussoy  |           |                                                    |
| 1852                                     | 1856                       | François Flament   |           |                                                    |
| 1856                                     | 1859                       | Augustin Pruvost   |           |                                                    |
| 1859                                     | 1862                       | François Duquesnoy |           |                                                    |
| 1862                                     | 1868                       | Moïse Huchette     |           |                                                    |
| 1868                                     | 1871                       | Henri Dussaussoy   |           |                                                    |
| 1871                                     | 1878                       | François Plee      |           |                                                    |
| 1878                                     | 1881                       | Vasseur            |           |                                                    |
| 1881                                     | 1892                       | François Pruvost   |           |                                                    |
| 1892                                     | 1917                       | Alexandre Plee     |           |                                                    |
| 1917                                     | 1919                       | Hector Cousin      |           |                                                    |
| 1919                                     | 1923                       | Lucien Godefroy    |           |                                                    |
| 1923                                     | 1941                       | Augustin Copin     |           |                                                    |
| 1941                                     | 1942                       | Ernest Duquenoy    |           |                                                    |
| 1942                                     | 1944                       | Henri Cousin       |           |                                                    |
| 1944                                     | 1953                       | Augustin Copin     |           |                                                    |
|                                          |                            |                    |           |                                                    |
| 1977                                     | 1995                       | Joël Duquenoy      |           | Maire d'Arques (2001 → 2014)                       |
|                                          |                            |                    |           |                                                    |
| mars 2001                                | 2002                       | Gérard Wigneron    |           | Démissionnaire                                     |
| 2002                                     | 2014                       | Bernadette Franche |           |                                                    |
| 2014                                     | En cours (au 24 mars 2022) | Éric Lagache       |           | Chauffeur routier, Réélu pour le mandat 2020-2026, |

## Population et société

### Démographie
Les habitants sont appelés les Lairois.

#### Évolution démographique
L'évolution du nombre d'habitants est connue à travers les recensements de la population effectués dans la commune depuis 1793. Pour les communes de moins de 10 000 habitants, une enquête de recensement portant sur toute la population est réalisée tous les cinq ans, les populations de référence des années intermédiaires étant quant à elles estimées par interpolation ou extrapolation. Pour la commune, le premier recensement exhaustif entrant dans le cadre du nouveau dispositif a été réalisé en 2006.

En 2022, la commune comptait 368 habitants, en évolution de +1,38 % par rapport à 2016 (Pas-de-Calais : −0,72 %, France hors Mayotte : +2,11 %).
| 1793 | 1800 | 1806 | 1821 | 1831 | 1836 | 1841 | 1846 | 1851 |
| ---- | ---- | ---- | ---- | ---- | ---- | ---- | ---- | ---- |
| 800  | 545  | 686  | 672  | 689  | 621  | 596  | 615  | 585  |

| 1856 | 1861 | 1866 | 1872 | 1876 | 1881 | 1886 | 1891 | 1896 |
| ---- | ---- | ---- | ---- | ---- | ---- | ---- | ---- | ---- |
| 498  | 496  | 488  | 500  | 523  | 523  | 512  | 551  | 511  |

| 1901 | 1906 | 1911 | 1921 | 1926 | 1931 | 1936 | 1946 | 1954 |
| ---- | ---- | ---- | ---- | ---- | ---- | ---- | ---- | ---- |
| 532  | 523  | 476  | 402  | 400  | 386  | 406  | 404  | 405  |

| 1962 | 1968 | 1975 | 1982 | 1990 | 1999 | 2006 | 2011 | 2016 |
| ---- | ---- | ---- | ---- | ---- | ---- | ---- | ---- | ---- |
| 359  | 347  | 302  | 314  | 337  | 297  | 305  | 360  | 363  |

| 2021 | 2022 | - | - | - | - | - | - | - |
| ---- | ---- | - | - | - | - | - | - | - |
| 368  | 368  | - | - | - | - | - | - | - |

#### Pyramide des âges
La population de la commune est relativement jeune.
En 2018, le taux de personnes d'un âge inférieur à 30 ans s'élève à 43,2 %, soit au-dessus de la moyenne départementale (36,7 %). À l'inverse, le taux de personnes d'âge supérieur à 60 ans est de 18,6 % la même année, alors qu'il est de 24,9 % au niveau départemental.
En 2018, la commune comptait 203 hommes pour 165 femmes, soit un taux de 55,16 % d'hommes, largement supérieur au taux départemental (48,50 %).
Les pyramides des âges de la commune et du département s'établissent comme suit.
| Hommes | Classe d’âge | Femmes |
| ------ | ------------ | ------ |
| 0,0    | 90 ou +      | 0,0    |
| 5,4    | 75-89 ans    | 4,8    |
| 13,4   | 60-74 ans    | 13,3   |
| 13,9   | 45-59 ans    | 19,5   |
| 21,1   | 30-44 ans    | 22,8   |
| 17,5   | 15-29 ans    | 19,0   |
| 28,7   | 0-14 ans     | 20,4   |

| Hommes | Classe d’âge | Femmes |
| ------ | ------------ | ------ |
| 0,5    | 90 ou +      | 1,6    |
| 5,6    | 75-89 ans    | 8,9    |
| 16,7   | 60-74 ans    | 18,1   |
| 20,2   | 45-59 ans    | 19,2   |
| 18,9   | 30-44 ans    | 18,1   |
| 18,2   | 15-29 ans    | 16,2   |
| 19,9   | 0-14 ans     | 17,9   |

## Culture locale et patrimoine

### Lieux et monuments
- L'église Saint-Martin aurait été rebâtie vers 1555, mais le clocher est plus ancien car on y trouve des inscriptions datant de 1442, 1517 et 1540. « Rebâtie » puisqu'en 1544, les habitants retranchés dans l'église, repoussent une attaque de la garnison de Thérouanne. En 1641, l'église brûla (procuration de Liévin BOCQUET, bailly de Laires). L'église était couverte de tuiles rouges et pavée de grands carreaux bleus. En 1740, une forte tempête fait envoler le clocher dans le « Flot Delvil » et en 1741, le clocher est réparé par Pierre Anthome Dumez et Anthome Delautre charpentiers à Lisbourque pour « onze cens livres monoy dartoy ». À la Révolution, l'église est vendue (le 4 ou 11 vendémiaire an VIII) à un certain CARON d'Arras qui ne pourra pas la démolir comme il en avait l'intention par suite d'une farouche opposition des Lairois.
- Il existe dans l'église un bénitier (en mauvais état) en pierre noire de Tournai, portant cette inscription « Donné par Mgr MIRE VINCENT DU PREY, Grand Vicaire de Tournay le 4 juillet 1685. Priez Dieu pour lui. »
- La cloche date de 1583 et vient de Saint-Bertin ; elle porte ces inscriptions : « UT SONES ABBATIS DIGNISSIMA NOLA VEDASTI NO(M)I(NE) GRENETII IVRE VEDASTA VOCOR. Nicolas de Lecourt filiusque ejus jo(ann)es duace(n)ses me et meas sonores fecerut. 1583. »
- Le monument aux morts est inauguré le 12 juin 1921 ; il porte la liste des Lairois morts pour la France pendant les guerres de 1870, 1914-1918 et 1939-1945[38].

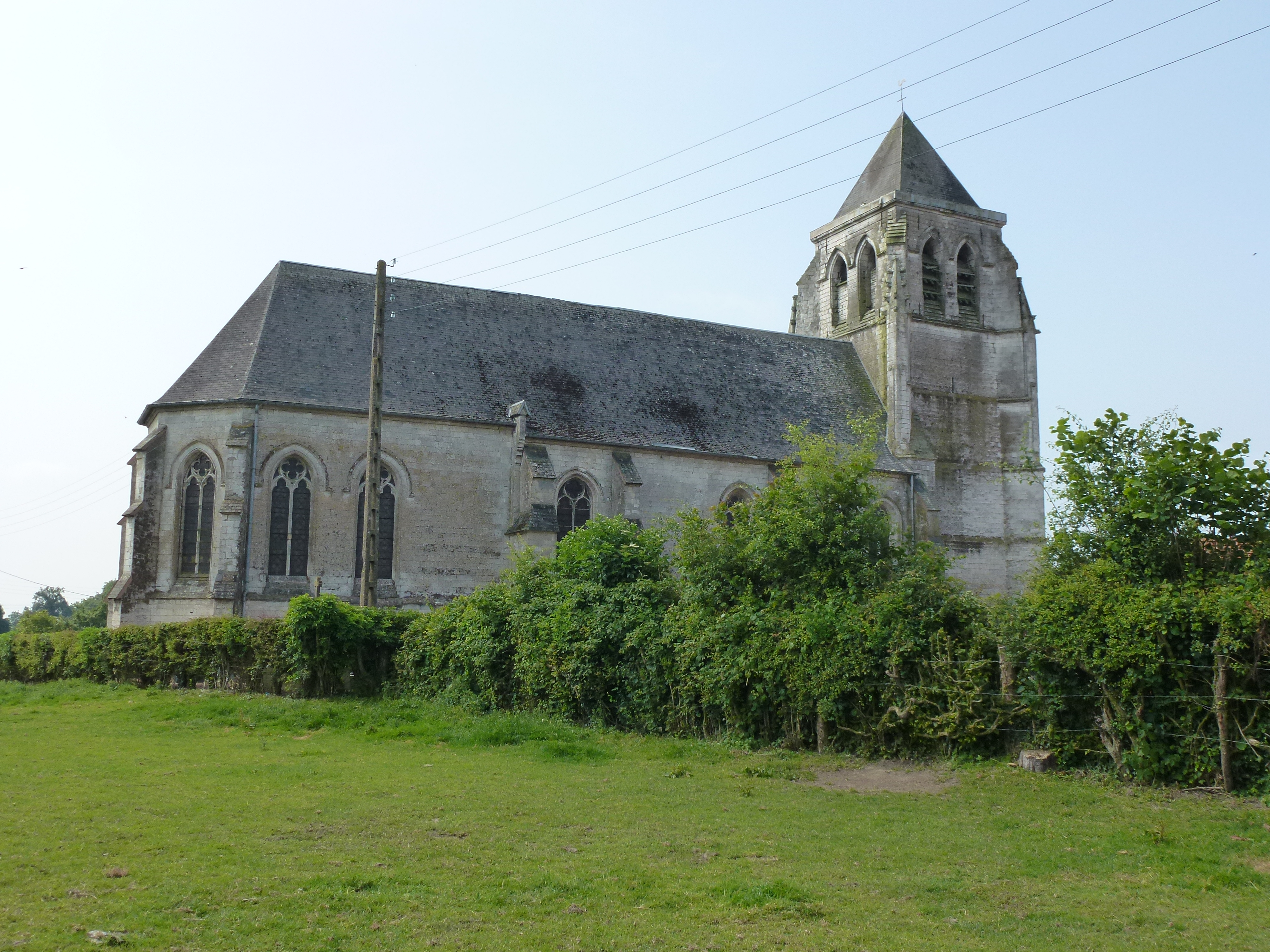
L'église Saint-Martin.
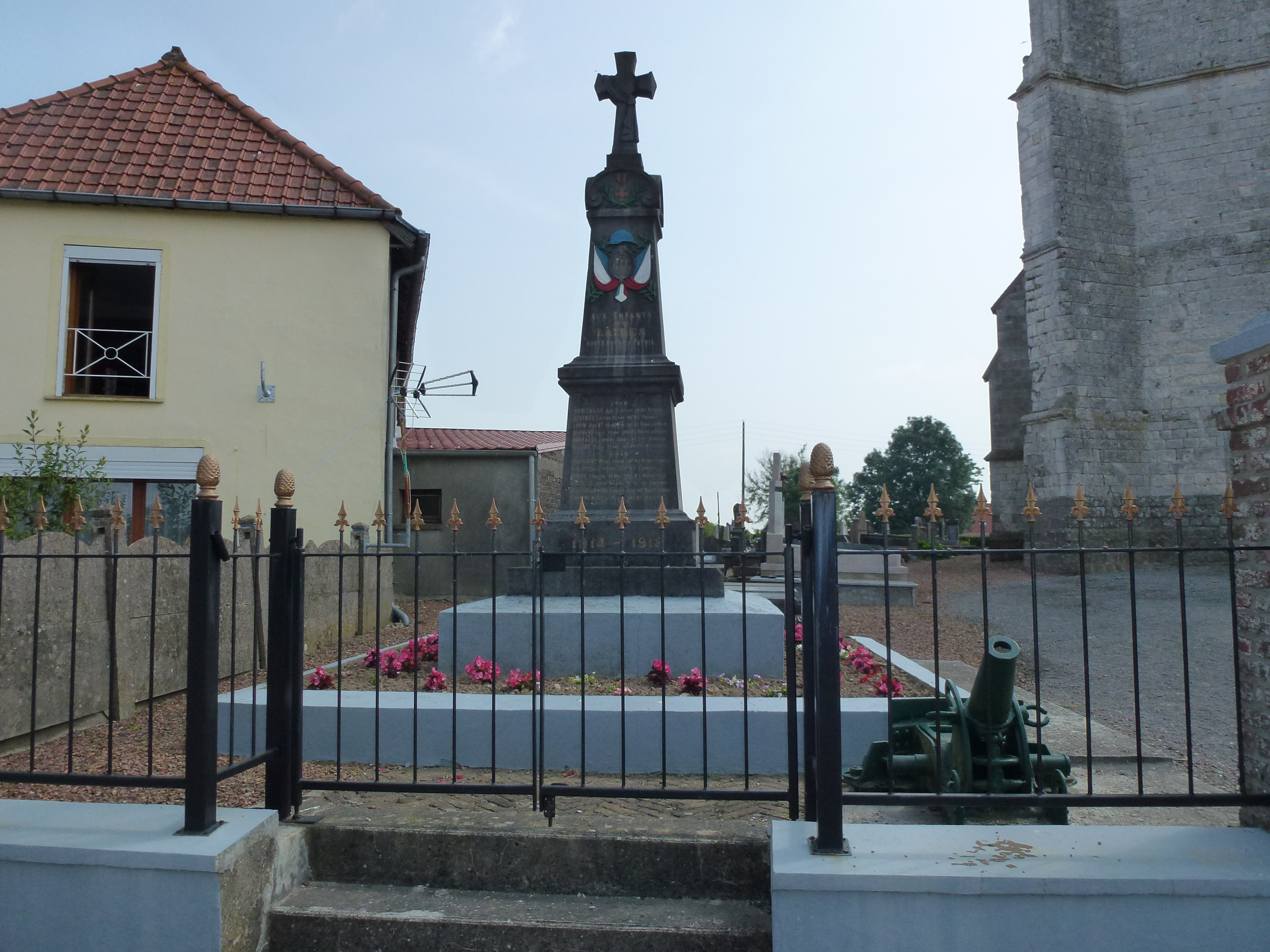
Le monument aux morts.

### Héraldique
| Blason de Laires | Blason  | Parti d'or et d'azur à une fleur de lys de l'un en l'autre. |
| Blason de Laires | Détails | La fleur de lys est reprise des armes de l'abbaye de Saint-Augustin-lès-Thérouanne, qui portait « d'azur à quatre fleurs de lys d'or », et possédait les terres de Laires. Adopté en 1996. |

## Pour approfondir

#### Bases de données, dictionnaires et encyclopédies
- Ressources relatives à la géographie :   - Insee (communes)
  - Ldh/EHESS/Cassini
- Ressource relative à plusieurs domaines :   - Annuaire du service public français
- Notices d'autorité :   - VIAF
  - BnF (données)